# Dicaelus sculptilis
Dicaelus sculptilis är en skalbaggsart som beskrevs av Thomas Say. Dicaelus sculptilis ingår i släktet Dicaelus och familjen jordlöpare. Inga underarter finns listade i Catalogue of Life.